# Culbersonia
Culbersonia — рід грибів родини Physciaceae. Назва вперше опублікована 2000 року.

## Класифікація
До роду Culbersonia відносять 2 види:
- Culbersonia americana
- Culbersonia nubila